# Ігнацув (Бжезінський повіт)
Ігнацув (пол. Ignaców) — село в Польщі, у гміні Бжезіни Бжезінського повіту Лодзинського воєводства.
Населення — 129 осіб (2011).
У 1975-1998 роках село належало до Скерневицького воєводства.

## Демографія
Демографічна структура станом на 31 березня 2011 року:
|          | Загалом | Допрацездатний вік | Працездатний вік | Постпрацездатний вік |
| -------- | ------- | ------------------ | ---------------- | -------------------- |
| Чоловіки | 61      | 17                 | 38               | 6                    |
| Жінки    | 68      | 15                 | 39               | 14                   |
| Разом    | 129     | 32                 | 77               | 20                   |